# 道氏寄居蟹属
道氏寄居蟹属（学名：Pagurodofleinia）为寄居蟹科的一个属。

## 下属物种
本属包括以下物种：
- 道氏寄居蟹 Pagurodofleinia doederleini (Doflein, 1902)